# Старин (Чаджавиця)
Старин (хорв. Starin) — населений пункт у Хорватії, в Вировитицько-Подравській жупанії у складі громади Чаджавиця.

## Населення
Населення за даними перепису 2011 року становило 80 осіб.
Динаміка чисельності населення поселення:

## Клімат
Середня річна температура становить 11,29 °C, середня максимальна – 25,54 °C, а середня мінімальна – -5,68 °C. Середня річна кількість опадів – 714 мм.
| Клімат поселення                              | Клімат поселення | Клімат поселення | Клімат поселення | Клімат поселення | Клімат поселення | Клімат поселення | Клімат поселення | Клімат поселення | Клімат поселення | Клімат поселення | Клімат поселення | Клімат поселення | Клімат поселення |
| Показник                                      | Січ.             | Лют.             | Бер.             | Квіт.            | Трав.            | Черв.            | Лип.             | Серп.            | Вер.             | Жовт.            | Лист.            | Груд.            |                  |
| Середній максимум, °C                         | 5,93             | 8,06             | 12,65            | 17,27            | 22,67            | 25,54            | 25,17            | 24,59            | 20,29            | 15,06            | 9,34             | 5,12             |                  |
| Середня температура, °C                       | 0,11             | 2,30             | 6,86             | 11,46            | 16,85            | 19,74            | 21,61            | 21,03            | 16,73            | 11,50            | 5,78             | 1,59             |                  |
| Середній мінімум, °C                          | −5,68            | −3,54            | 1,05             | 5,66             | 11,05            | 13,92            | 18,05            | 17,47            | 13,17            | 7,94             | 2,22             | −2               |                  |
| Норма опадів, мм                              | 43               | 39               | 43               | 56               | 68               | 89               | 66               | 68               | 57               | 61               | 70               | 54               |                  |
| Середньомісячна швидкість вітру, м/с          | 2.20             | 2.50             | 2.80             | 2.70             | 2.40             | 2.20             | 2.10             | 1.90             | 1.98             | 2.00             | 2.19             | 2.28             |                  |
| Середньомісячна сонячна радіація, кДж/м²·день | 4110             | 6856             | 10778            | 15293            | 19423            | 21443            | 22256            | 19933            | 14748            | 9070             | 4673             | 3453             |                  |
| --------------------------------------------- | ---------------- | ---------------- | ---------------- | ---------------- | ---------------- | ---------------- | ---------------- | ---------------- | ---------------- | ---------------- | ---------------- | ---------------- | ---------------- |
| Джерело:                                      |                  |                  |                  |                  |                  |                  |                  |                  |                  |                  |                  |                  |                  |